# Mangifera bullata
Mangifera bullata este o specie de plante din familia Anacardiaceae, având arealul de răspîndire Indonezia și posibil Malaezia, 